# Musée Cognacq-Jay
Pour les articles homonymes, voir Cognacq-Jay.
Le musée Cognacq-Jay est un musée municipal de la Ville de Paris présentant une collection d'œuvres et d'objets d'art du XVIIIe siècle issue du legs d'Ernest Cognacq.
Il s'agit d'un des quatorze musées de la Ville de Paris gérés depuis le 1er janvier 2013 par l'établissement public administratif Paris Musées.

## Situation et description
Le musée Cognacq-Jay est installé dans l'hôtel de Donon situé 8, rue Elzévir, dans le 3e arrondissement de Paris.
L'hôtel de Donon, autrefois propriété de la famille Donon, est un vieil hôtel du Marais, entièrement restauré pour l'installation du musée, dont le corps de logis (fin du XVIe siècle), à haute toiture, rappelle le style de Philibert Delorme. Au dernier étage, le grand comble fait penser à la carène d'un navire renversé.
Ce musée est desservi par les stations Saint-Paul, Chemin-Vert et Rambuteau.

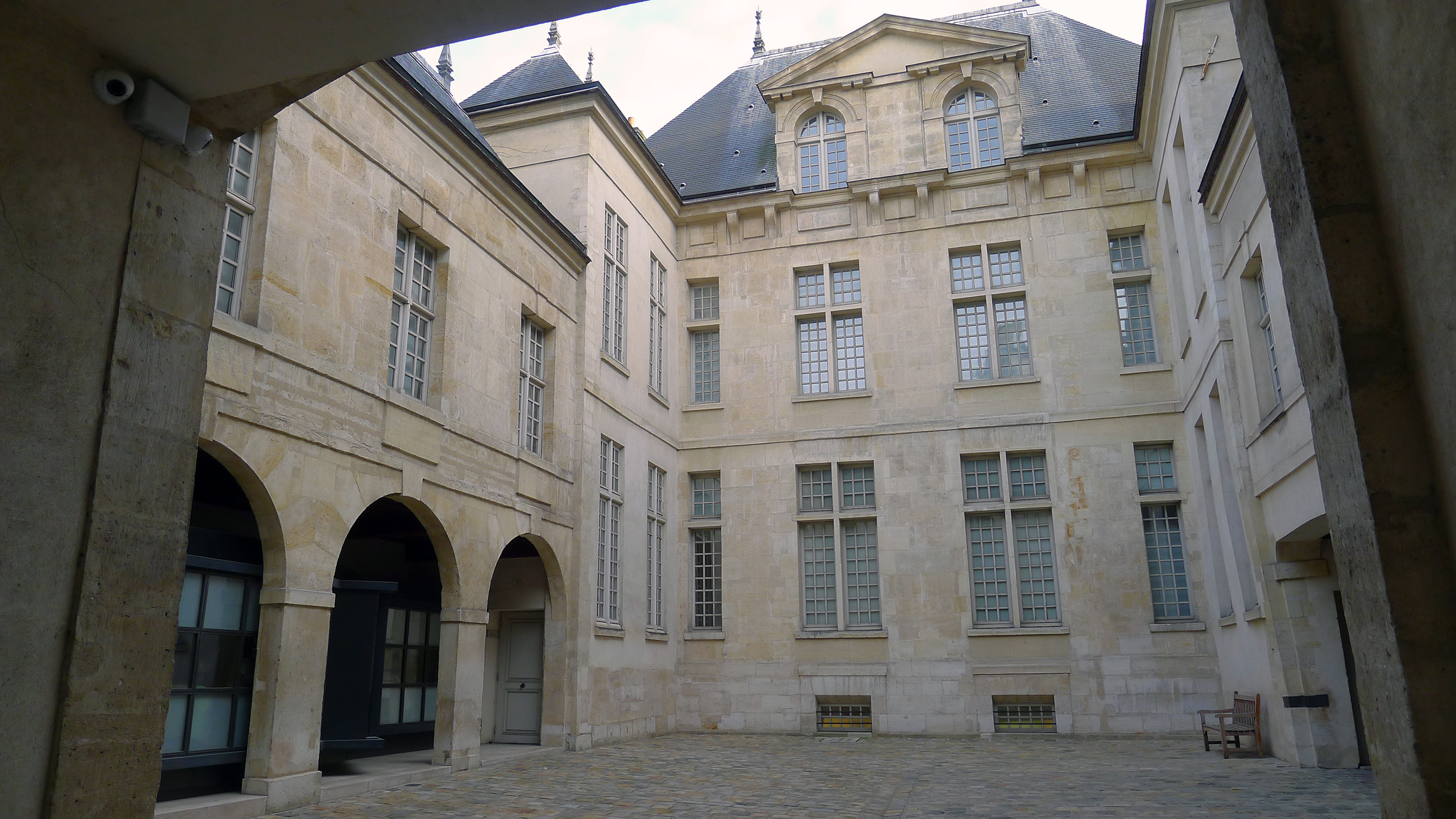
Cour de l'hôtel.
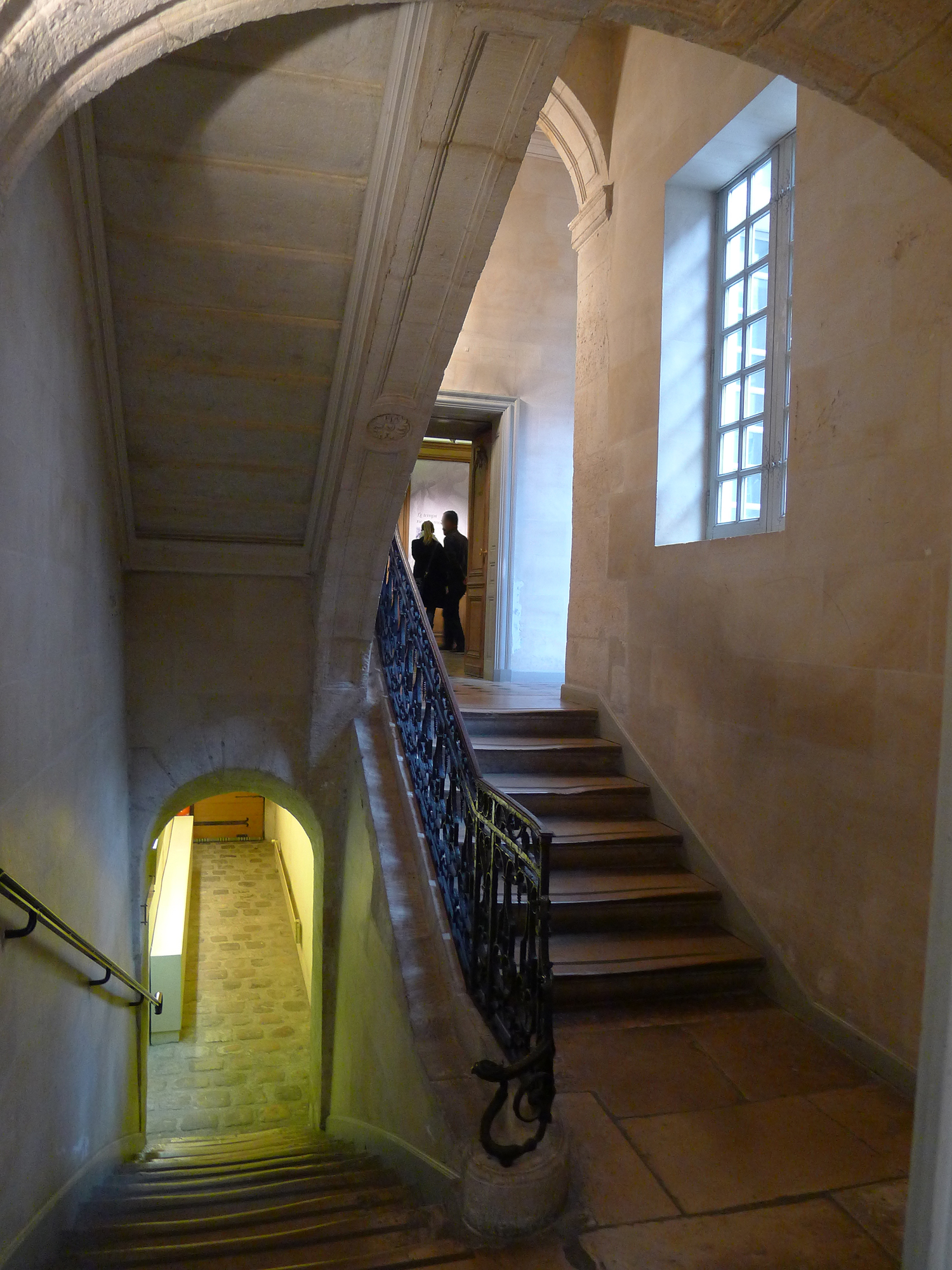
Escalier intérieur.

## Histoire
Le 21 février 1928, à la mort d'Ernest Cognacq, fondateur avec son épouse Marie-Louise Jaÿ du grand magasin de La Samaritaine, la ville de Paris est légataire de leur collection d'art du XVIIIe siècle ainsi que d'un immeuble situé 25, boulevard des Capucines à Paris, destiné à accueillir la collection.

Ernest Cognacq et Marie-Louise Jaÿ peints en 1903
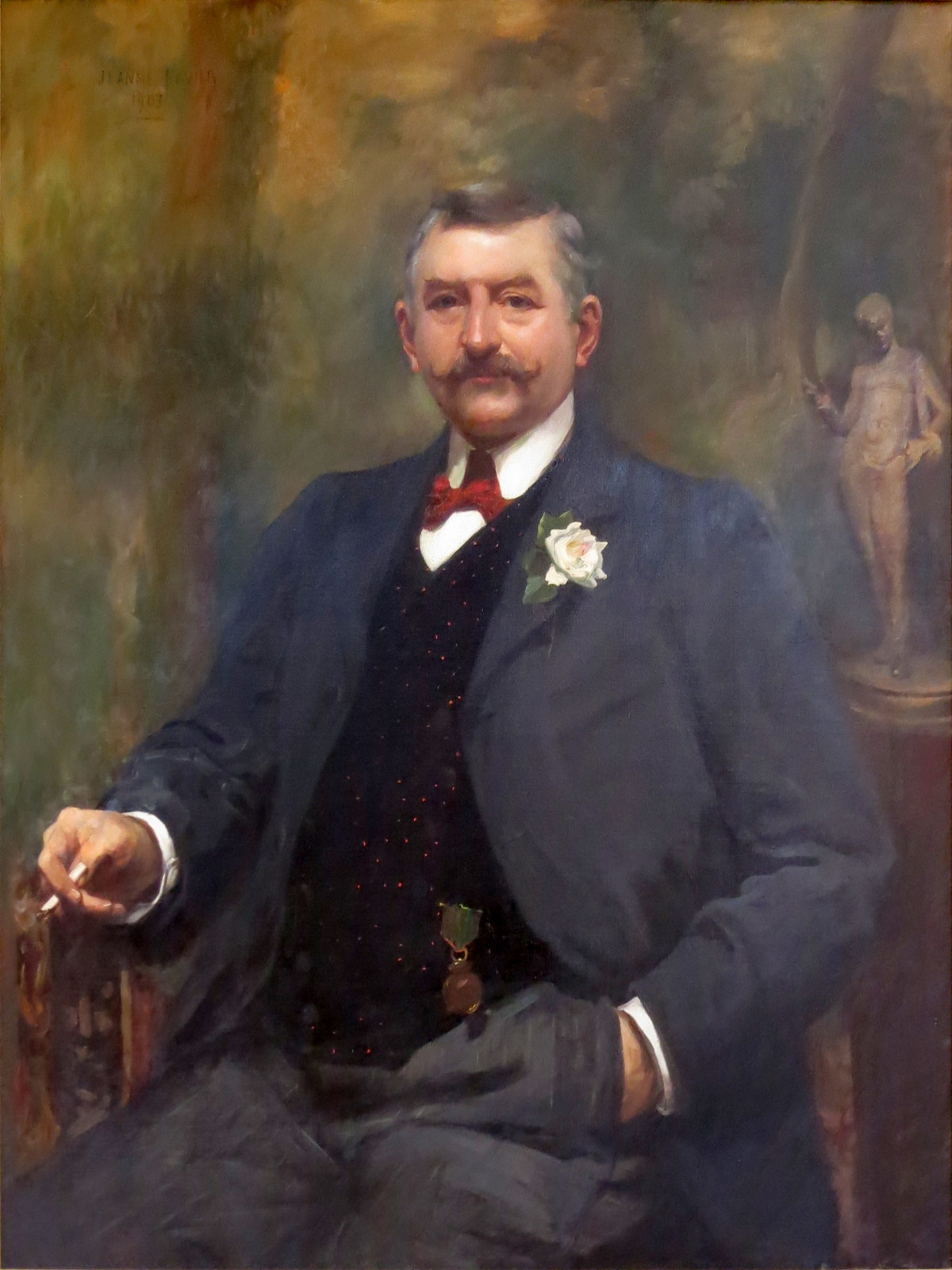
Musée Cognacq-Jay,
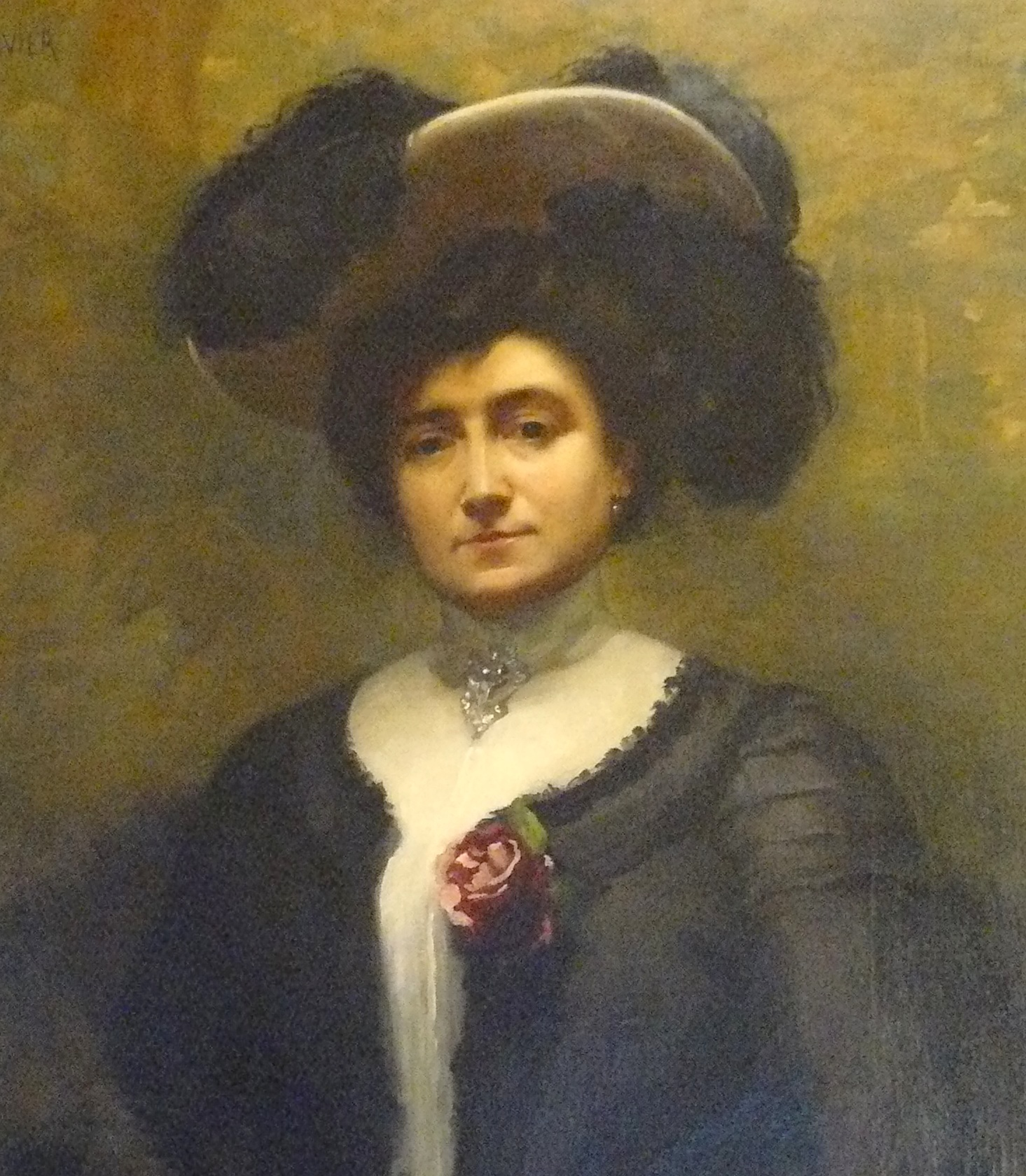
Paris.

Le musée Cognacq-Jay est inauguré le 4 juin 1929 par le président de la République Gaston Doumergue.
Le 27 juin 1988, le musée ferme ses portes et ses collections sont transférées dans le Marais, à l'hôtel de Donon entièrement restauré pour l'occasion. Le musée rouvre au public le 18 décembre 1990 dans ses nouveaux locaux.

## Collections
La collection d'art du XVIIIe siècle européen a été réunie entre 1895 et 1925 par Ernest Cognacq et son épouse Marie-Louise Jaÿ, qui l'ont ensuite léguée à la Ville de Paris.
Les salles du rez-de-chaussée sont ornées de boiseries. Le musée rassemble des collections de peintures de Nicolas de Largillierre, Jean Siméon Chardin (Nature morte au chaudron de cuivre), Rembrandt (L'Ânesse du prophète Balaam, 1626), Ruisdael, Canaletto, Giovanni Battista Tiepolo (Le Banquet de Cléopâtre, vers 1742-1743), Élisabeth Vigée Le Brun, Jean-Baptiste Greuze, François Boucher (Le Retour de Diane chasseresse), des pastels de Maurice-Quentin de La Tour (Portrait de Madame la présidente de Rieux, en habit de bal, tenant un masque) et de très beaux dessins de Watteau. Fragonard est également présent avec des figures d'enfants. Des sculptures de Houdon et Clodion sont exposées.

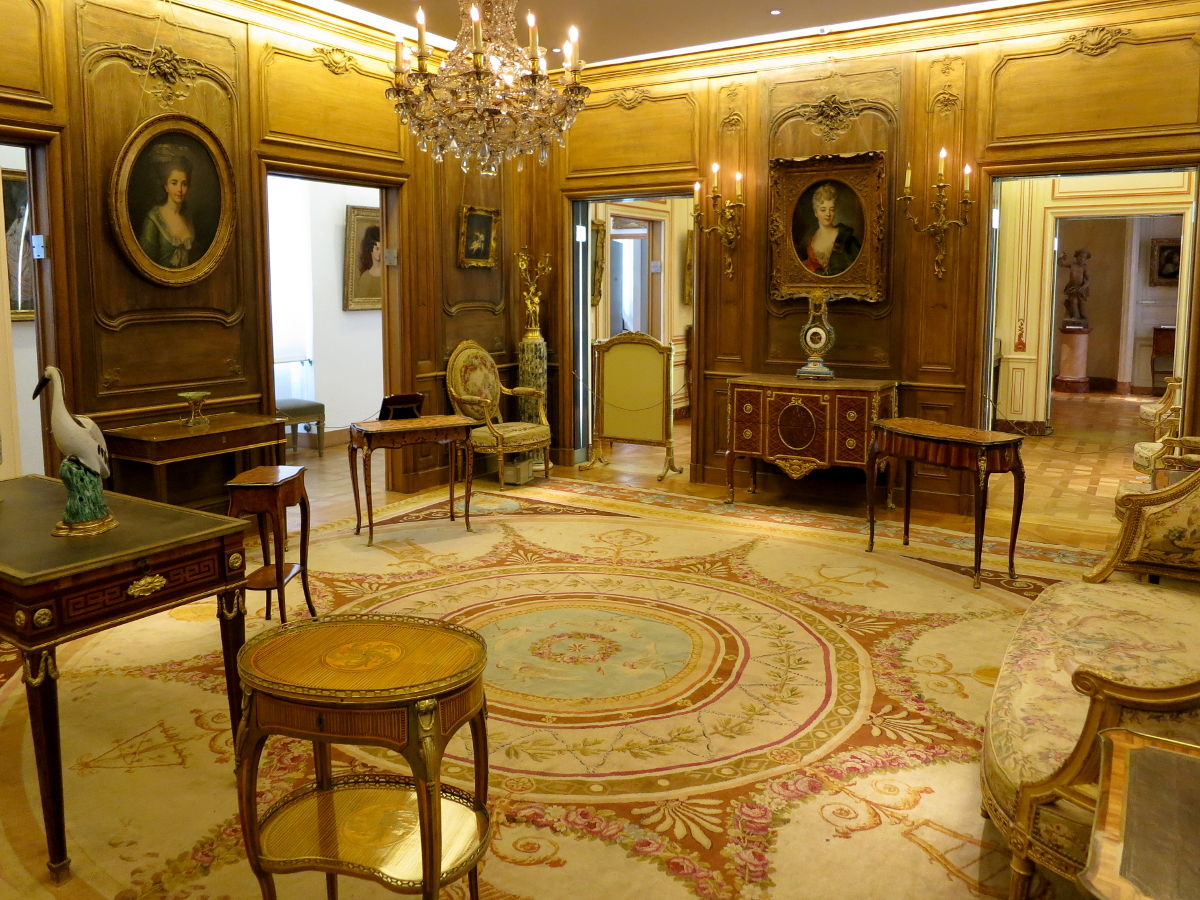
Vue de la salle Wagram.
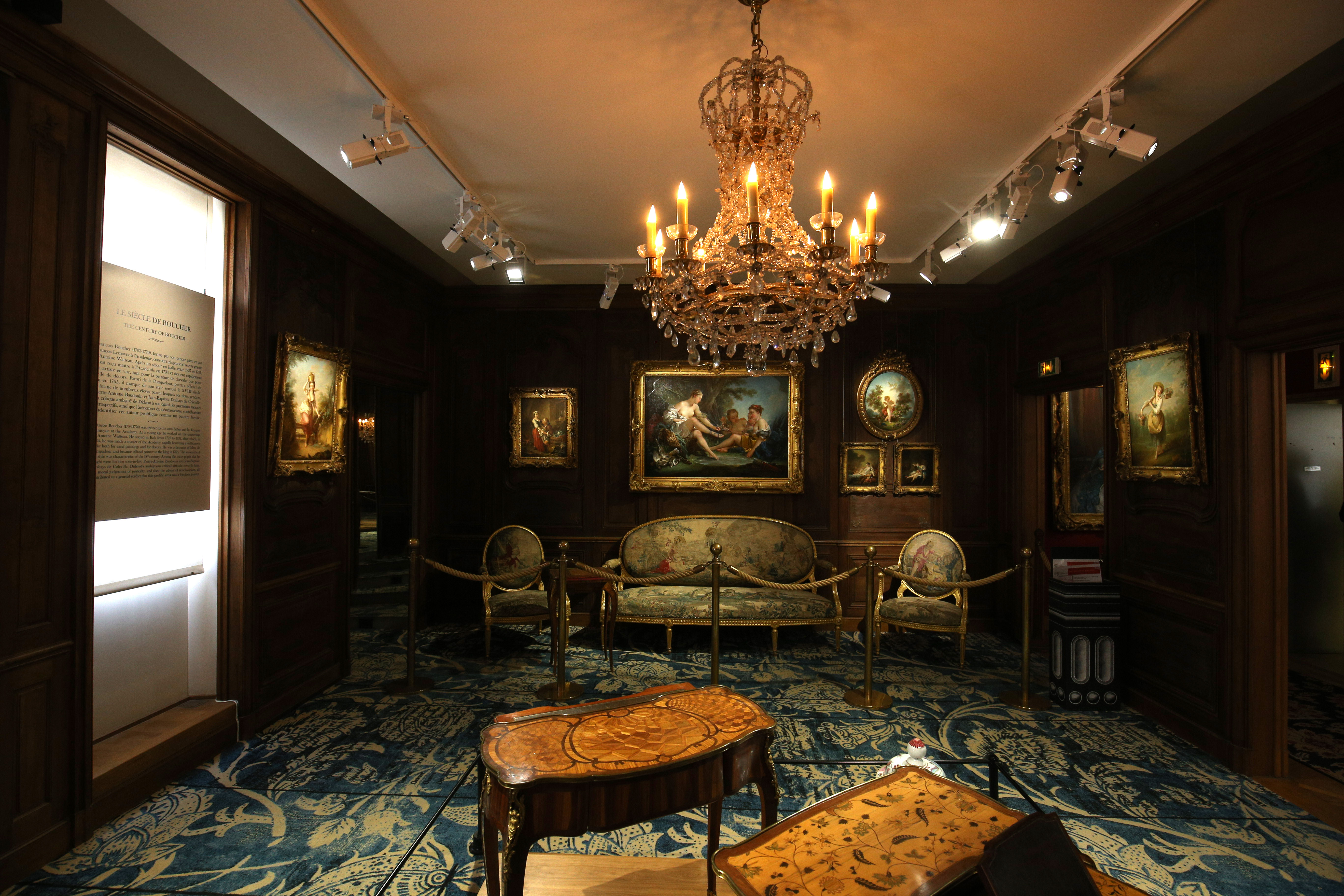
Salon avec Le Retour de Diane chasseresse de François Boucher.
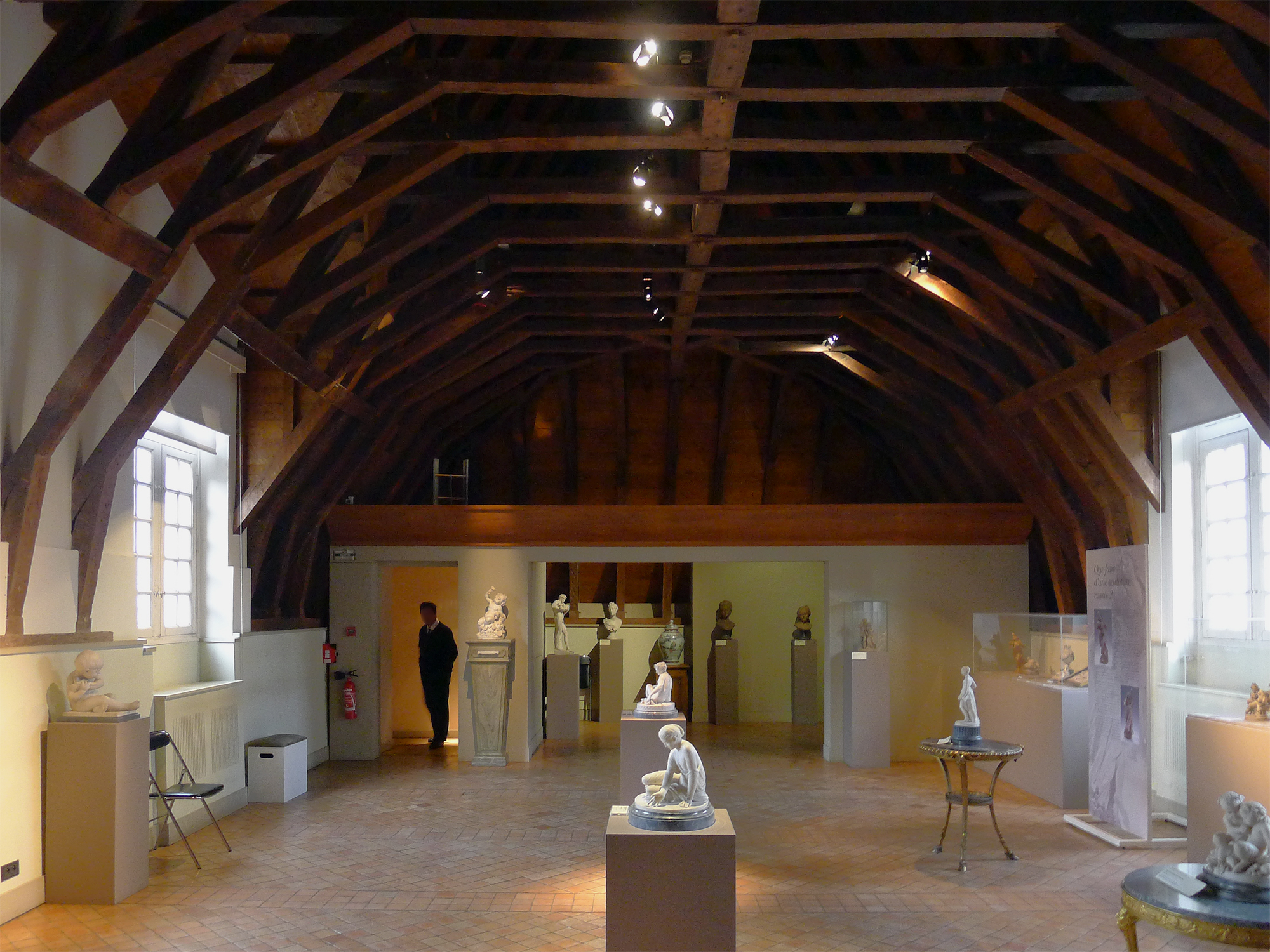
La salle d'exposition sous le grand comble.

Chaque salle est restituée avec un mobilier d'époque et des objets précieux. Des vitrines montrent des porcelaines de Saxe, des tabatières, drageoirs et nécessaires de toilette. L'ensemble évoque la vie raffinée du siècle des Lumières.
On y trouve également quelques œuvres plus tardives, notamment deux Canaletto, quelques Guardi, trois toiles d'Hubert Robert et un très beau portrait de la princesse de Metternich attribué à Sir Thomas Lawrence.

Quelques œuvres
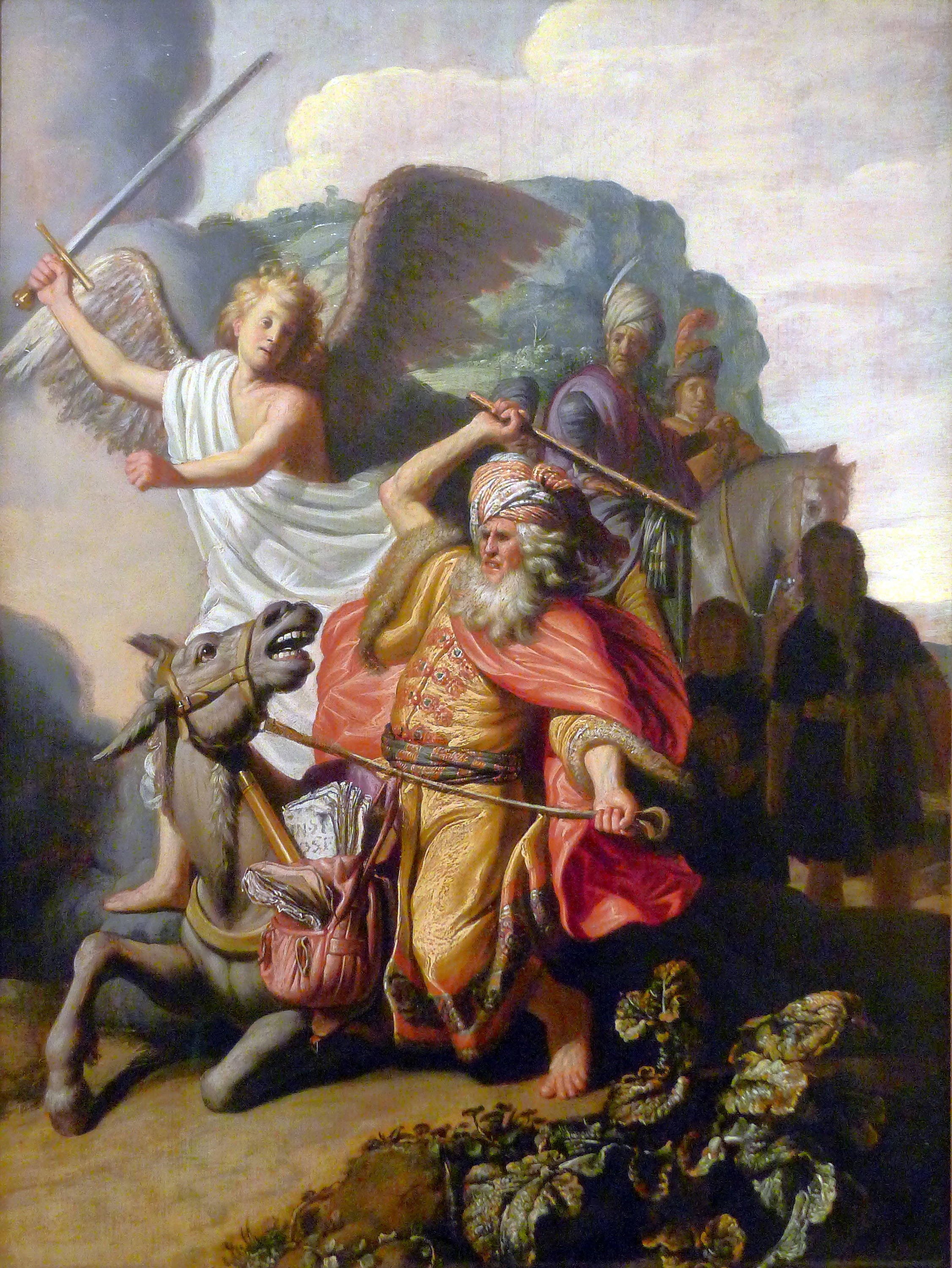
Rembrandt, L'Ânesse du prophète Balaam, 1626.
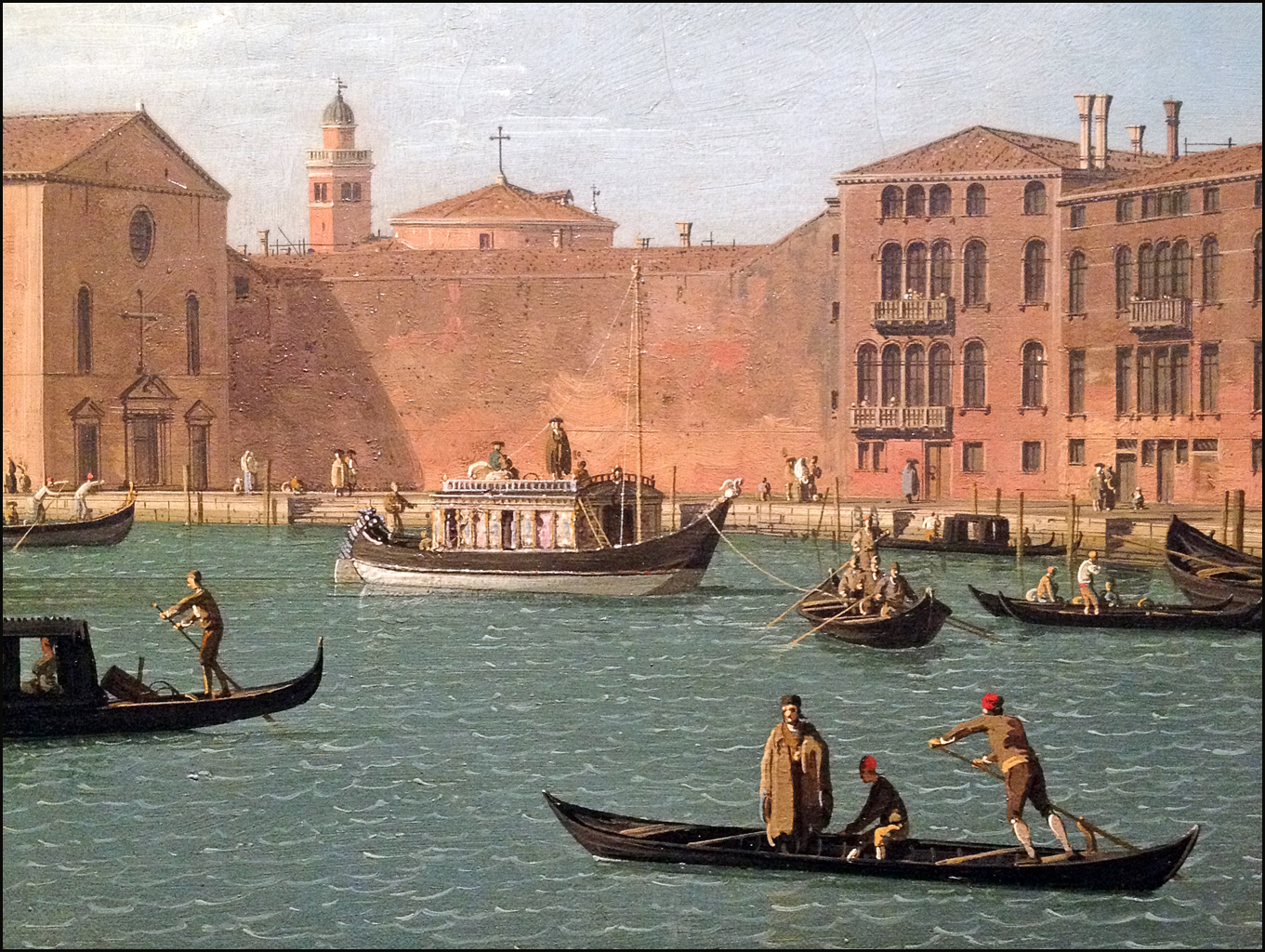
Canaletto, Vue du canal de Santa Chiara, à Venise (détail), vers 1730.
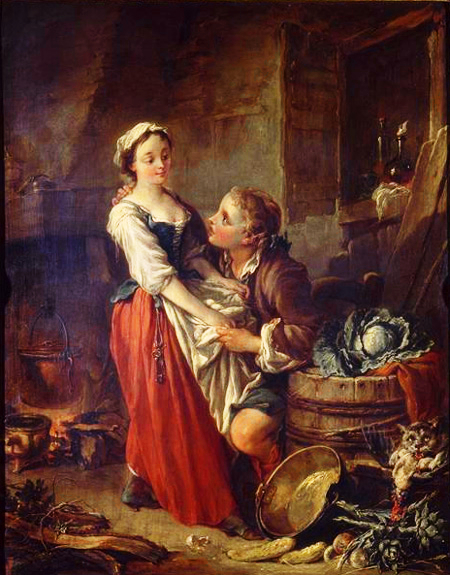
François Boucher, La Belle Cuisinière, 1735.
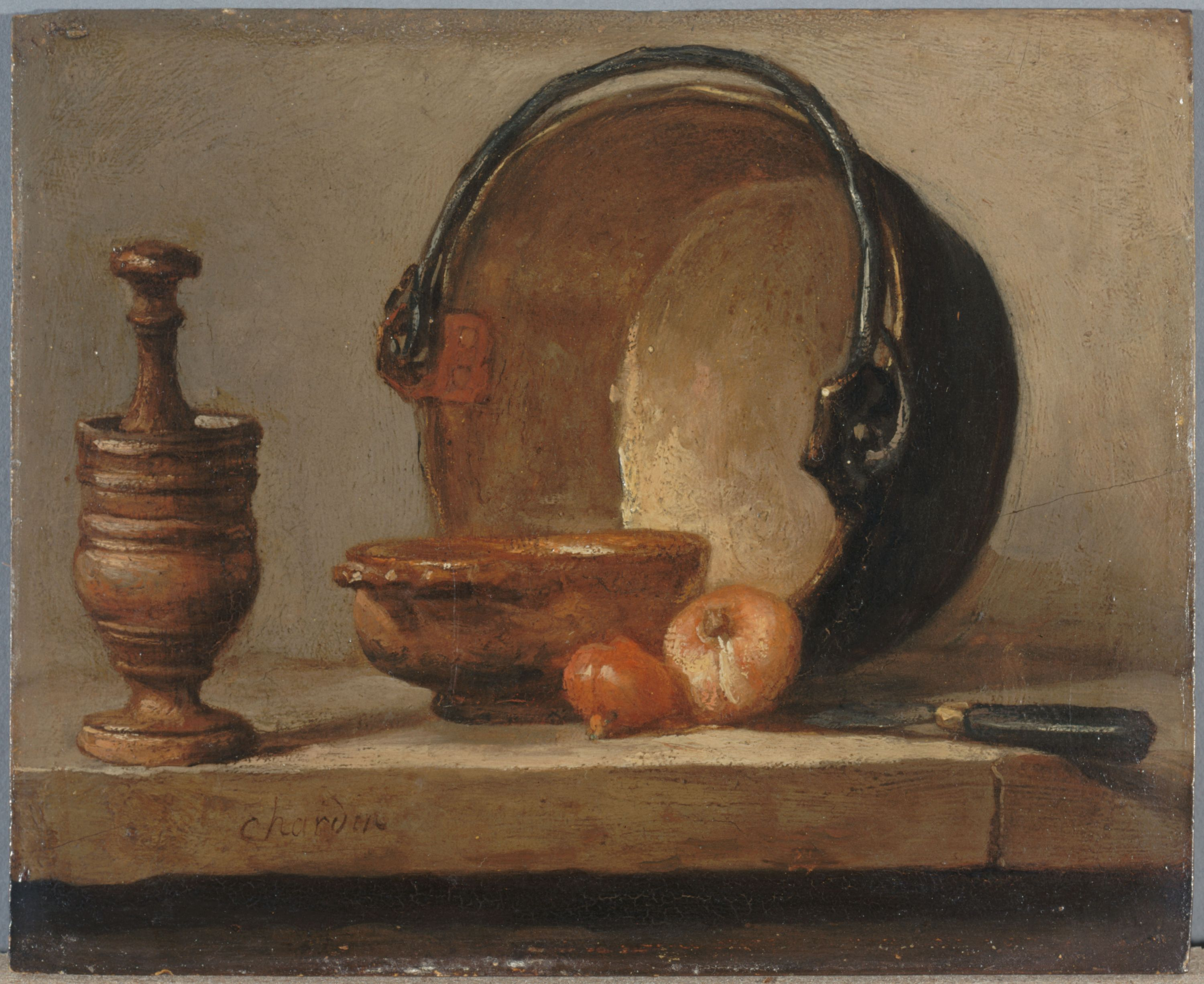
Jean Siméon Chardin, Nature morte au chaudron de cuivre, vers 1735.
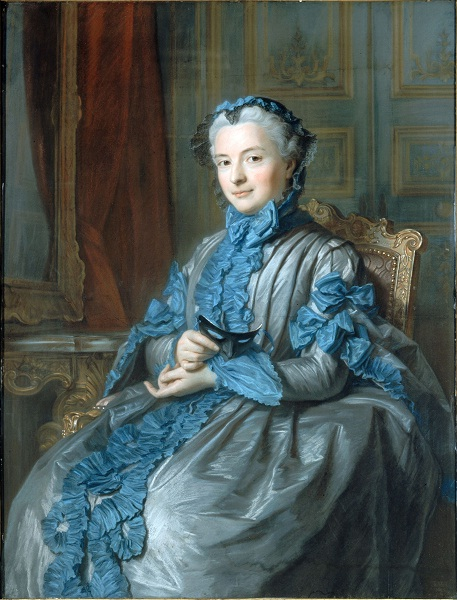
Maurice-Quentin de La Tour, Portrait de Madame la présidente de Rieux, en habit de bal, tenant un masque, 1742.
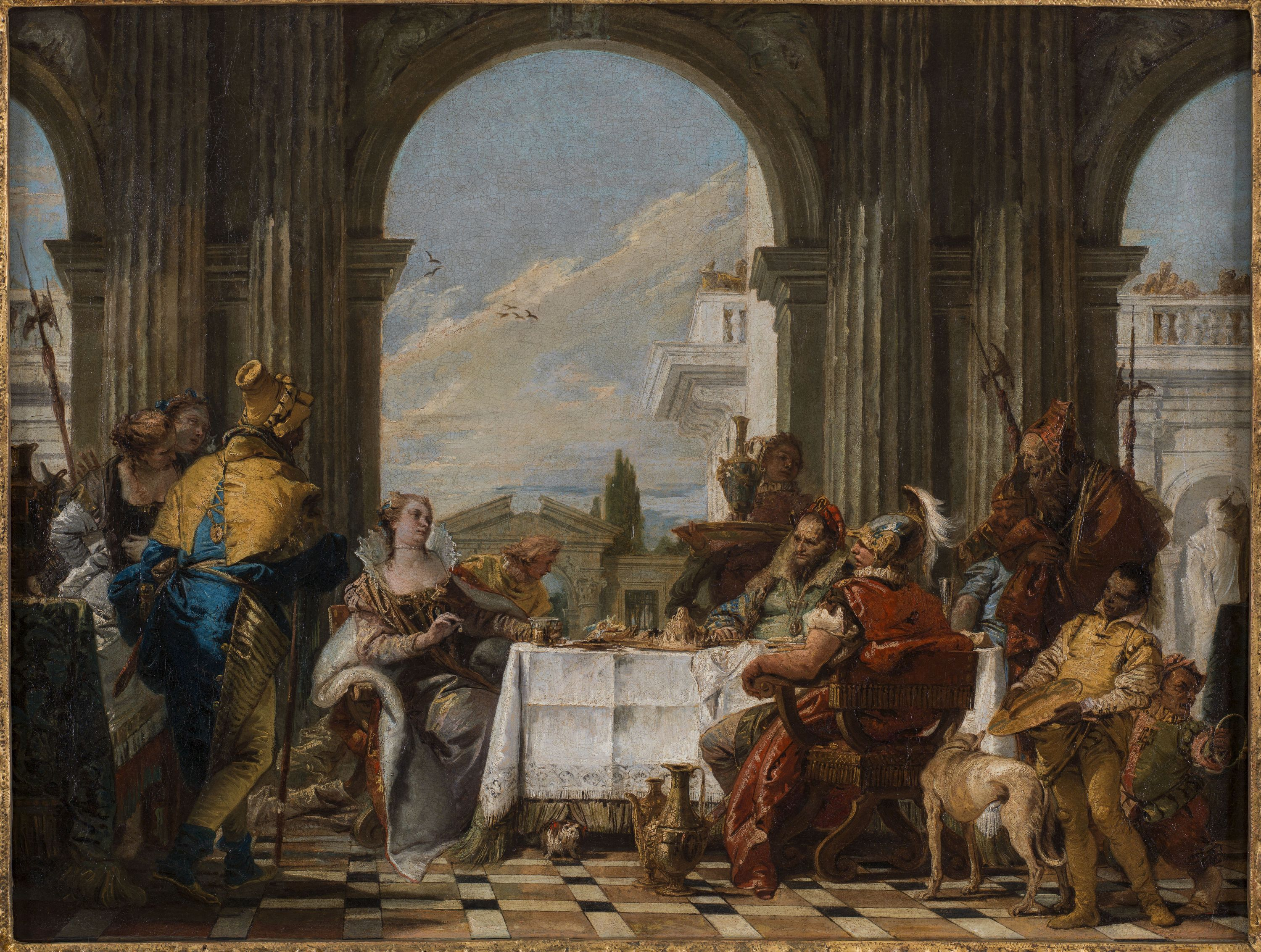
Giambattista Tiepolo, Le Banquet de Cléopâtre, 1742-1743[3].
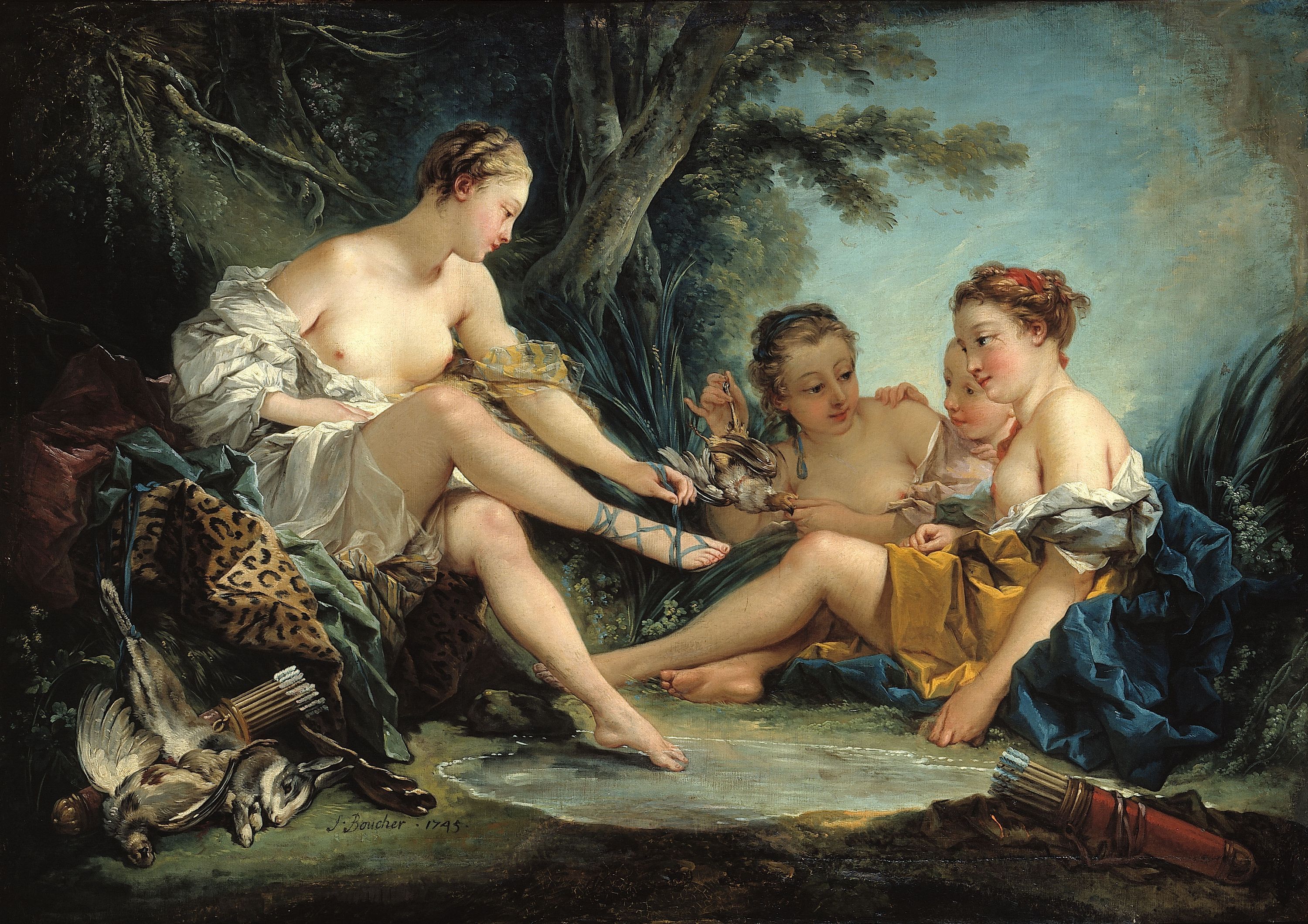
François Boucher, Le Retour de Diane chasseresse, 1745.
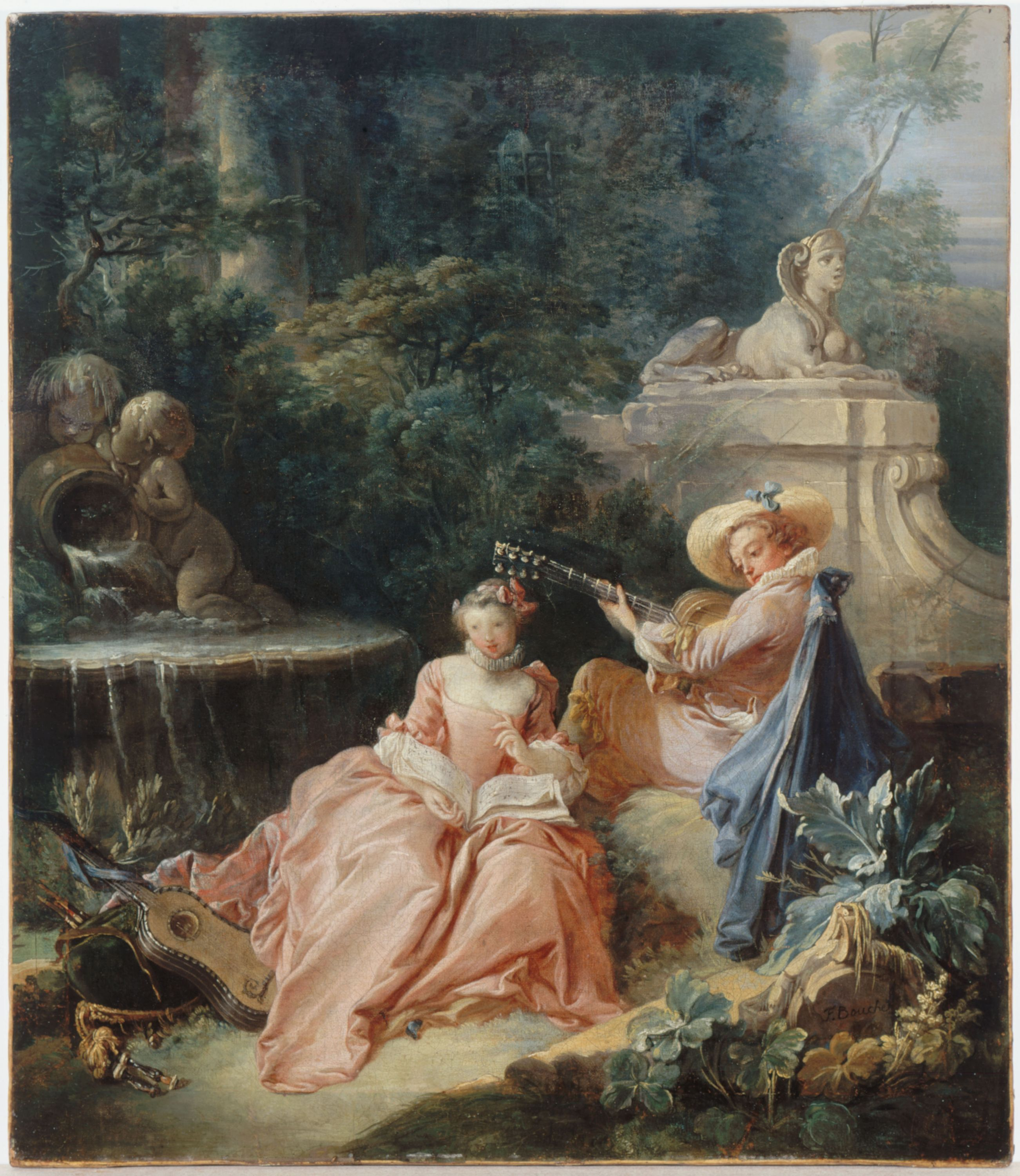
François Boucher, La Leçon de musique, XVIIIe siècle.
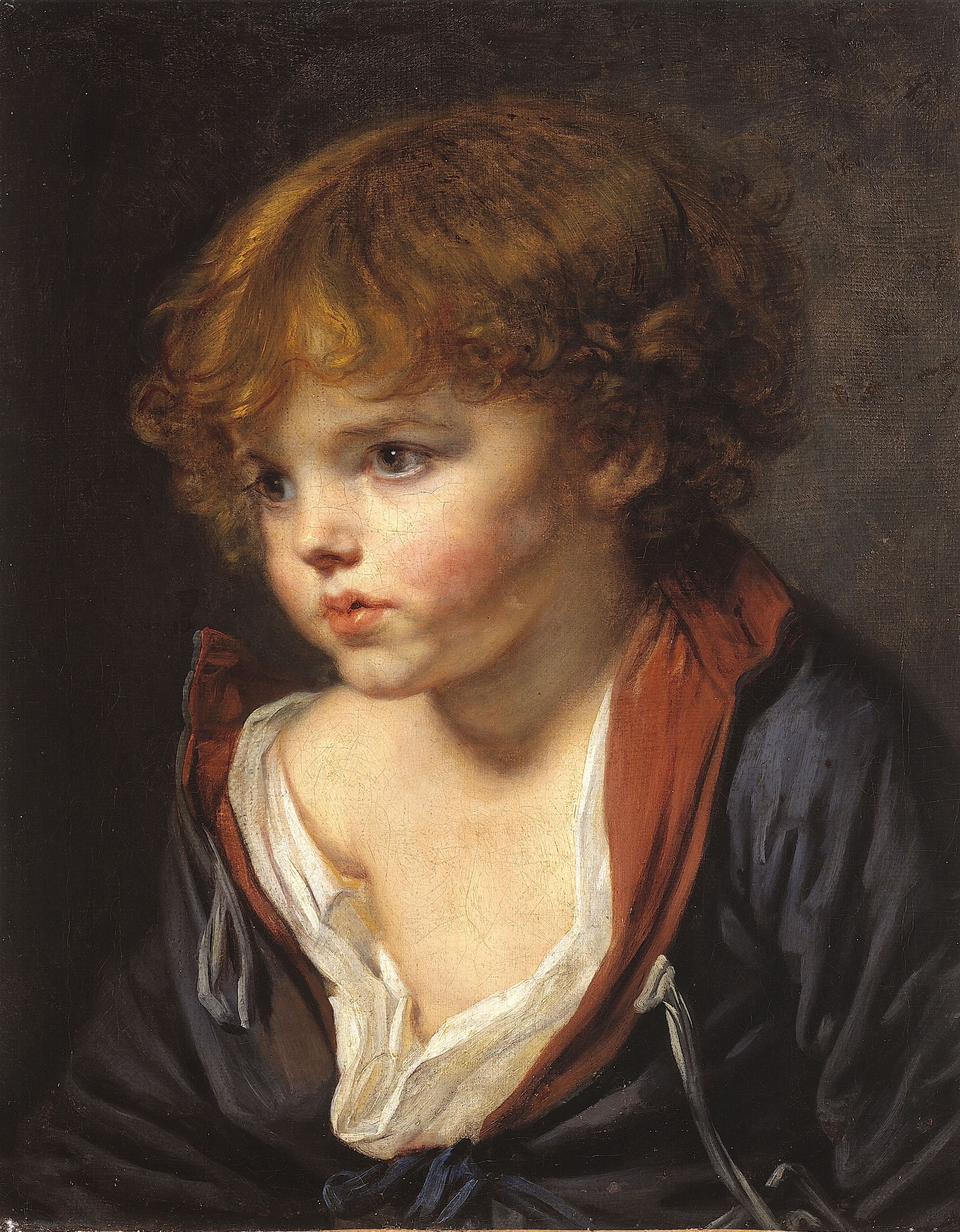
Jean-Baptiste Greuze, Petit Garçon blond à la chemise ouverte, vers 1760.
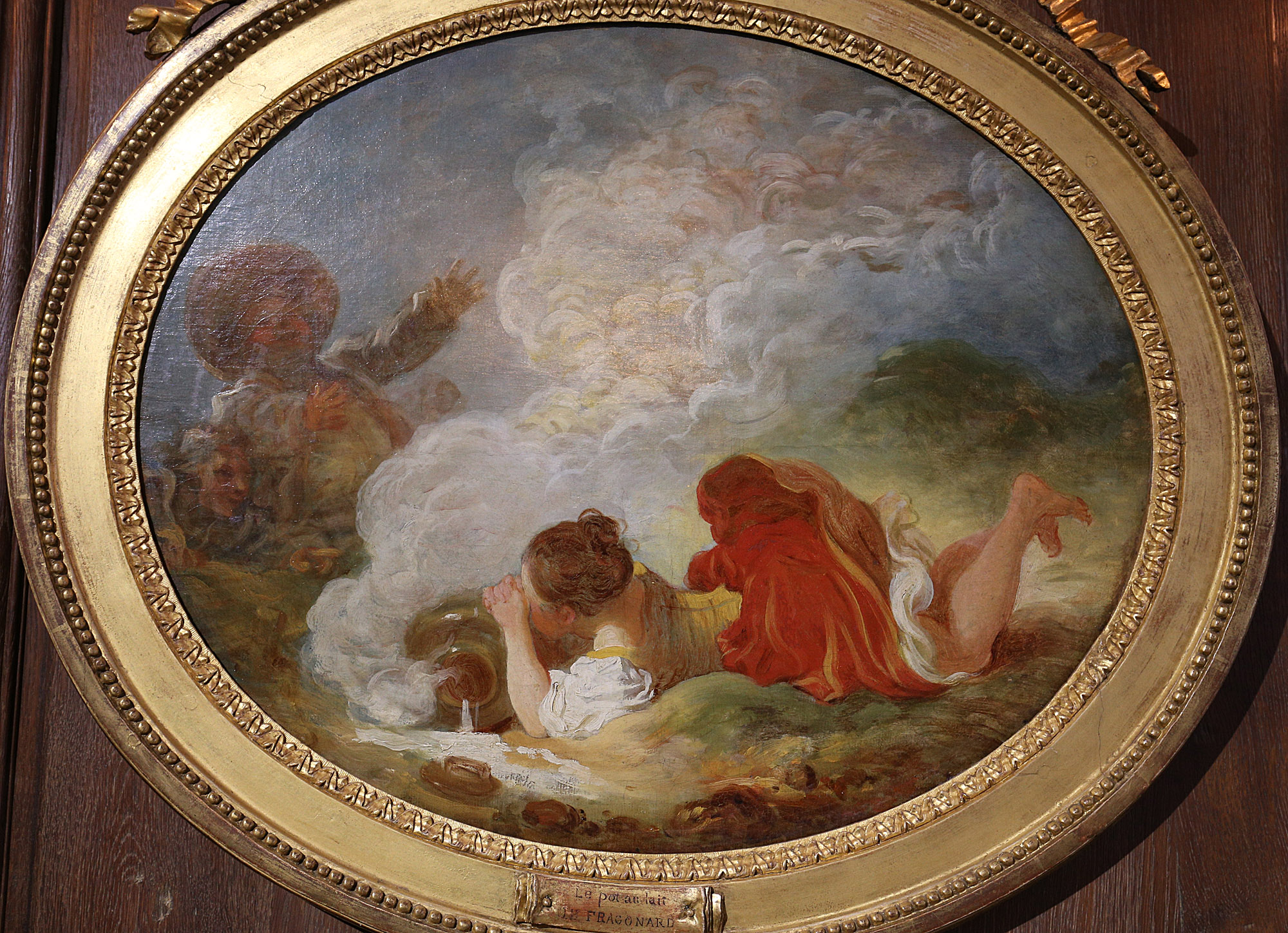
Jean-Honoré Fragonard, Perrette et le pot au lait, vers 1770.
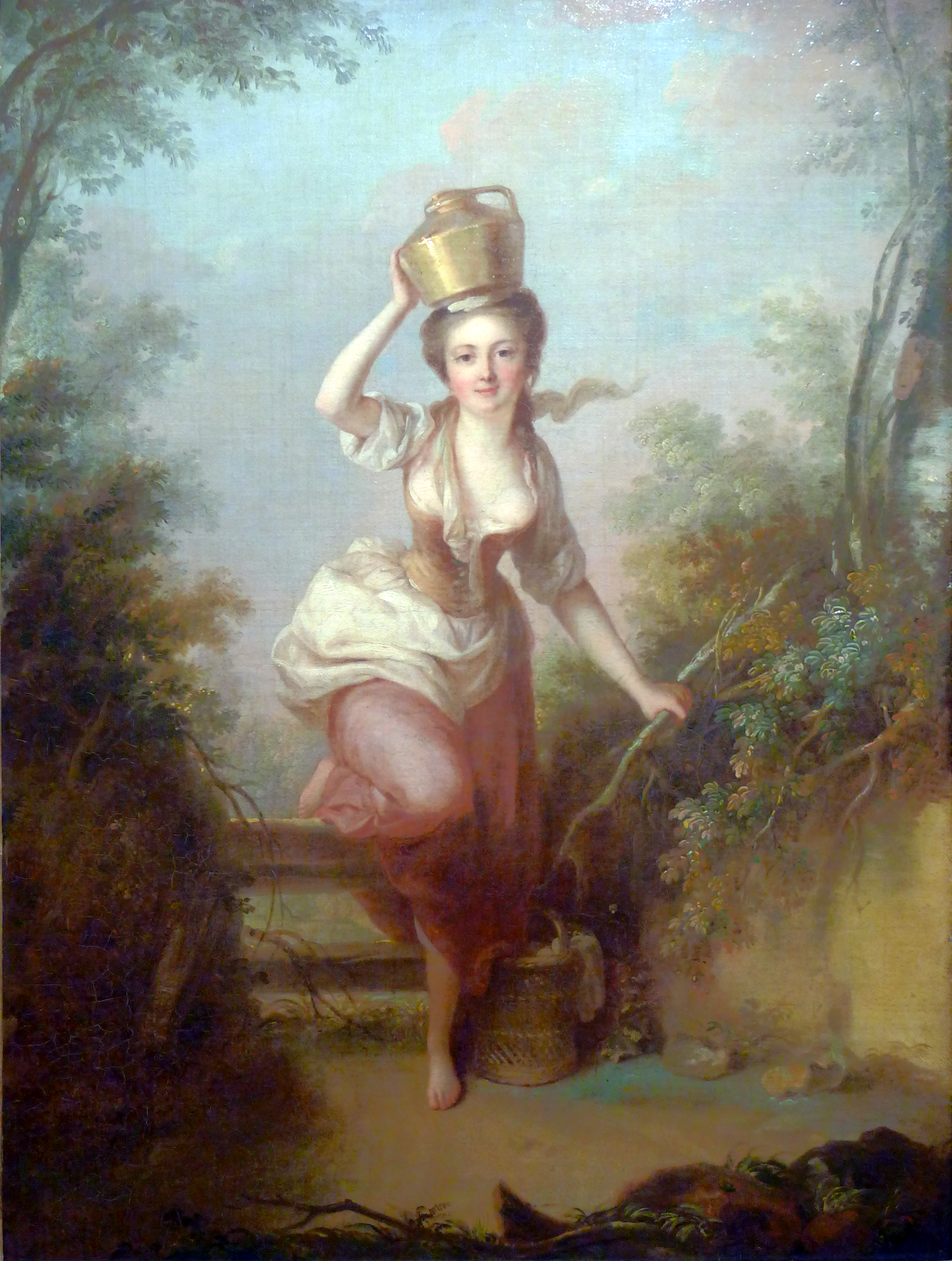
Jean-Baptiste Huet, La Laitière, deuxième moitié du XVIIIe siècle.

## Expositions
Le musée organise régulièrement des expositions temporaires : 
- « Le siècle de Watteau » (2008),
- « Tivoli » (2011),
- « La patine du temps » (2012),
- « Le siècle d'or de l'éventail » (2014),
- « Jean-Baptiste Huet, le plaisir de la nature » (2016),
- « L'enfance des lumières » (2018),
- « La fabrique du luxe : les marchands merciers parisiens au XVIIIe siècle » (2019),
- « L'empire des sens. De Boucher à Greuze » (2020-2021)[4],[5],
- « Louis-Léopold Boilly, chroniques parisiennes » (2022),
- « Luxe de poche. Petits objets précieux au siècle des Lumières » (2024).

Le musée accueille également parfois des interventions d'artistes contemporains. Christian Lacroix a eu carte blanche pour une exposition intitulée « Lumières » en 2015.

### Autre musée Cognacq
- Musée municipal Ernest-Cognacq dans la commune de Saint-Martin-de-Ré qui présente notamment une importante collection de céramiques anciennes. Présentation du musée sur le site de la commune de Saint-Martin-de-Ré.